# Piotr Grella-Możejko
Piotr Grella-Możejko (* 15. März 1961 in Bytom) ist ein polnischer Komponist.
Grella-Możejko nahm zwischen 1977 und 1983 privaten Kompositionsunterricht bei Edward Bogusławski und Bogusław Schaeffer. Er studierte Politikwissenschaft an der Schlesischen Universität Katowice (bei Anna Mielczarek-Bober) sowie Literaturwissenschaft (bei Jonathan Locke Hart, Edward Dickinson Blodgett, Uri Margolin, Edward Możejko, Paul Robberecht und Milan V. Dimić) und Komposition (bei Alfred Fisher, Henry Klumpenhouwer und Christopher Lewis) an der University of Alberta in Edmonton. Seit 1989 lebt er in Kanada.
1994 war er der einzige kanadische Teilnehmer am June in Buffalo-Festival, wo er an Vorlesungen und Meisterklassen von Milton Babbitt, Donald Erb, David Felder, Lukas Foss, Roger Reynolds und Charles Wuorinen teilnahm. In den 1980er Jahren war er zweimal Preisträger des gesamtpolnischen Kompositionswettbewerbs, 1991 gewann er den Pierre-Boulez-Kompositionswettbewerb in Halifax. 1997 erhielt er den Preis der Alberta Motion Picture Industries Association (AMPIA) in der Kategorie Filmmusik/Komposition.
Grella-Możejko komponierte Orchesterwerke – darunter ein Orgel- und ein Saxophonkonzert und ein Doppelkonzert für Violine und Viola –, Kammermusik, Chorwerke und Werke für Soloinstrumente. Daneben verfasste er Artikel für Zeitschriften wie Canadian Slavonic Papers, Contemporary Music Review, MusicWorks und The Alberta New Music & Arts Review.